# Bárdos András
Bárdos András (Szeged, 1964. július 5. –) magyar újságíró, televíziós műsorvezető és szerkesztő, egyetemi docens.

## Életpályája
Bárdos Pál író, dramaturg és Fenákel Judit író gyermekeként született. Egyetemi tanulmányait az ELTE bölcsészettudományi Karának magyar–történelem szakán végezte 1983–1988 között, majd a MÚOSZ újságíró-iskolájában tanult.
1988–1991 között a Magyar Rádió szórakoztató és sportfőosztályán kezdett dolgozni. 1991–1998 között a Magyar Televízió munkatársa. 1985–1990 között a Híradó műsorvezetője. 1991–1993 között a Napközi munkatársa. 1994–1996 között az Objektív szerkesztő-műsorvezetője. 1995–1998 között a Napkelte műsorvezetője. 1998-ban ő vezette az első miniszterelnök-jelölti tévévitát. 1998-ban az RTL Klub televízióhoz szerződött, ahol két évig dolgozott az ottani híradó munkatársaként. 2001–2002 között a SATeLIT Televíziónál helyezkedett el; itt szerkesztő-műsorvezető volt. 2002–2003 között a TV2 csatornánál vette át Pálffy István helyét. A TV2-nél, feleségével, Máté Krisztinával 2003 szeptembere óta közösen vezették a Tények című hírműsort. 2009. október 2-án – a hivatalos közlés szerint közös megegyezéssel – szerződést bontott a TV2 és a két közismert műsorvezető. 2013-ban elkezdte a HÍR24 (jelenleg: 24.hu) hírportállal közösen új napi hírműsorát a Story4-en, ami 2015-ig tartott.
1995 óta tanít a Színház- és Filmművészeti Egyetemen (SZFE), 1995–1999 óraadó, 1999–2003 között tanársegéd, 2004–2007 között adjunktus, 2007-től docens és osztályvezető tanár, 2008 óta az SZFE rektorhelyettese. 2003-ban szerezte meg a doktori fokozatát (DLA) a Műsorvezetés a gyakorlatban. Fejezetek egy kezdő rádiósoknak és televíziósoknak szóló kézikönyvből – factual műsorok vezetéséhez című mesteri pályamunkájával, melyet a feleségével, Máté Krisztinával közösen írt. Szakterülete a film- és videoművészet, kutatási témái: a magyar nyelv a médiában – új magyar médianyelv, a valóság képi megjelenítése a faktuális médiában és az elektronikus kommunikáció.
2021. szeptember 24-től A kérdés címmel hard talk műsort indít a HVG360-on.

## Doktori értekezés
- Bárdos András és Máté Krisztina: Műsorvezetés a gyakorlatban. Fejezetek egy kezdő rádiósoknak és televíziósoknak szóló kézikönyvből – factual műsorok vezetéséhez, DLA mesteri pályamunka, Színház- és Filmművészeti Egyetem, Budapest, 2003.

## Művei
- Mit szól hozzánk? (2002)
- Ítélet (2010)
- Love Story (2010)
- Vágó István – Kinyitom a számat! (2010)
- Show (2011)
- Kern András – Ezt nem lehet leírni! (2012)
- Bárdos András–Rényi Ádám: A Fantom-tól a Mamma mia!-ig. A Madách Színház titkai; 21. Század, Bp., 2014